# Costa Rica i olympiska sommarspelen 1972
Costa Rica deltog i de olympiska sommarspelen 1972 med en trupp bestående av tre deltagare. Ingen av landets deltagare erövrade någon medalj.